# Buchholz (Westerwald)

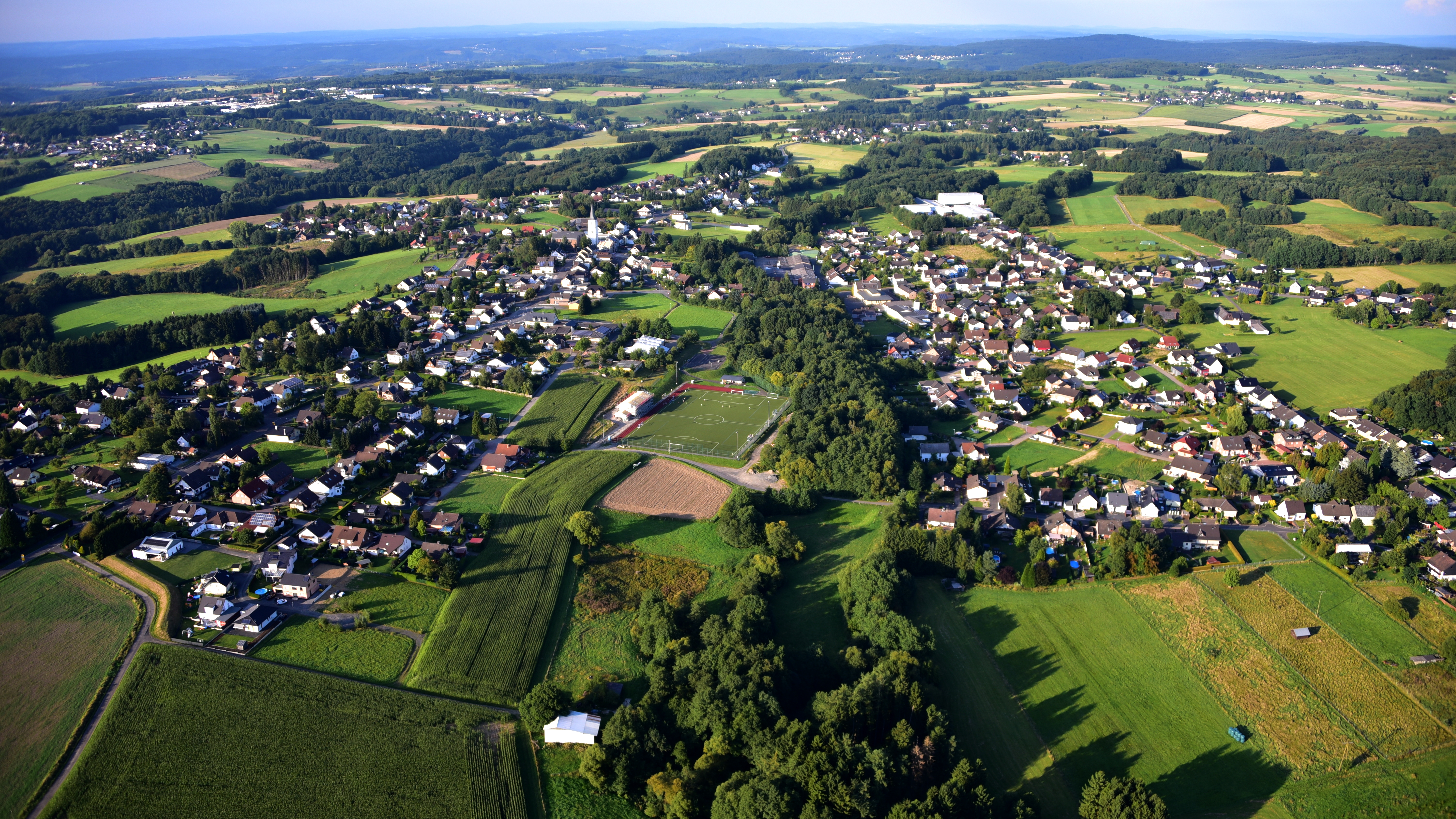
Buchholz (Westerwald), Luftaufnahme (2016)

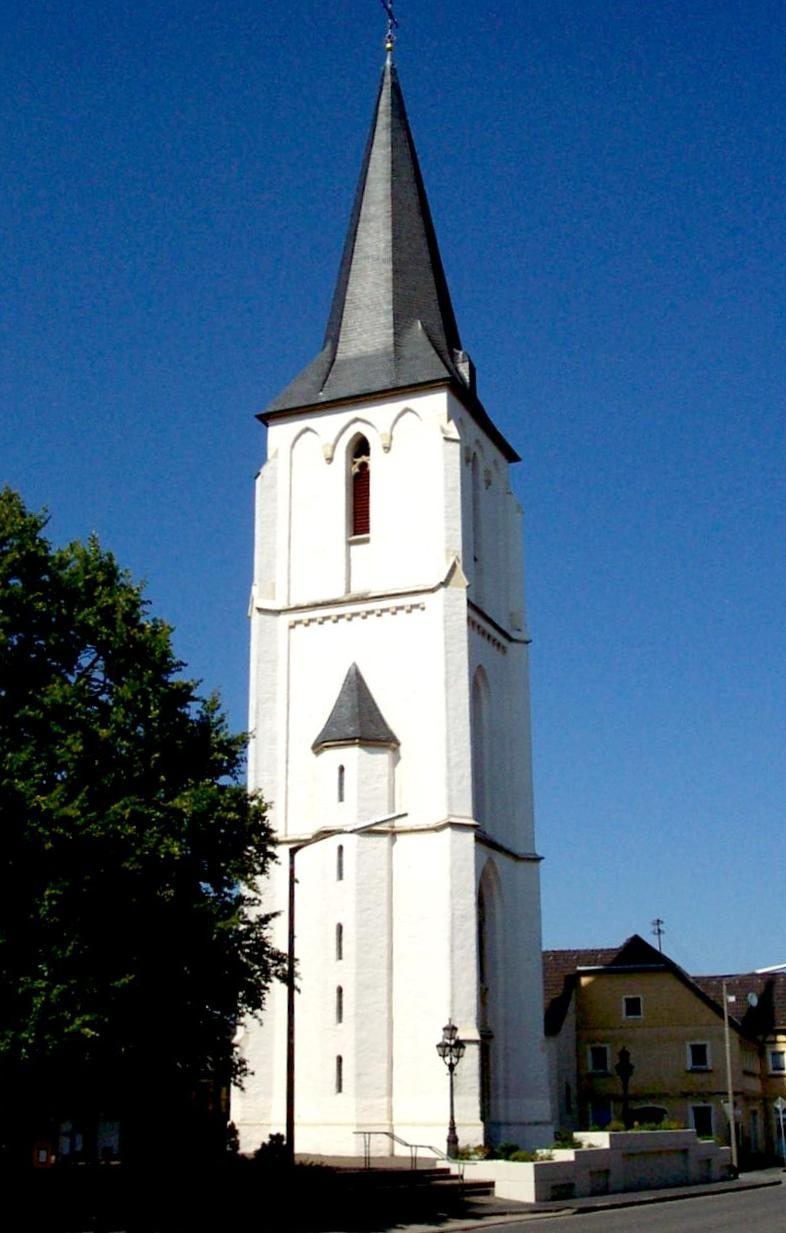
Kirche St. Pantaleon

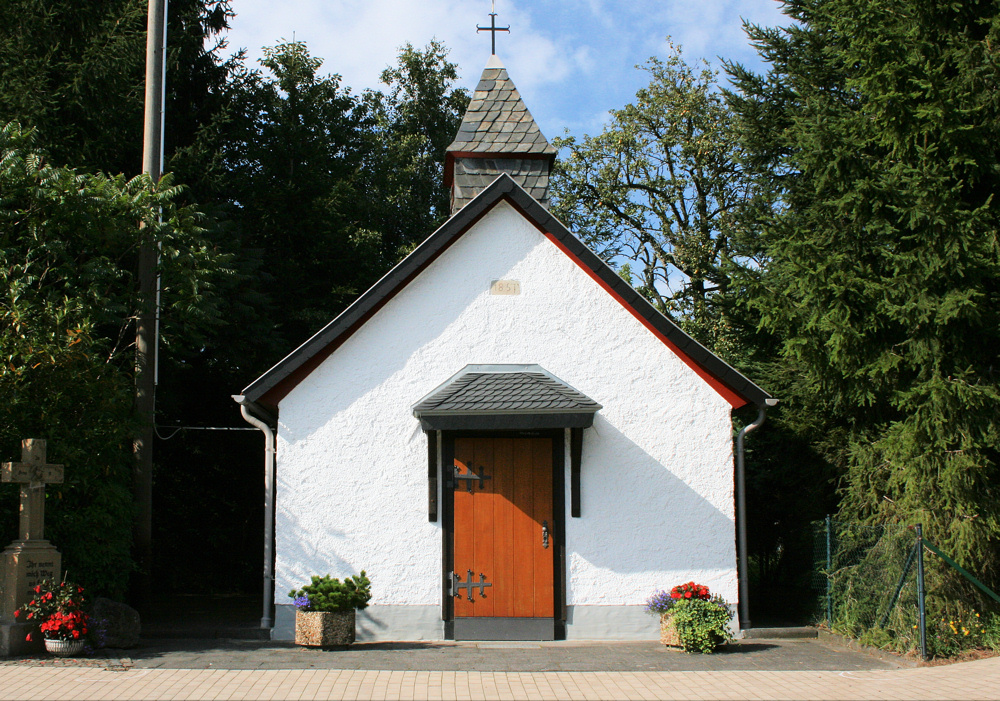
Die Kapelle in Oberscheid

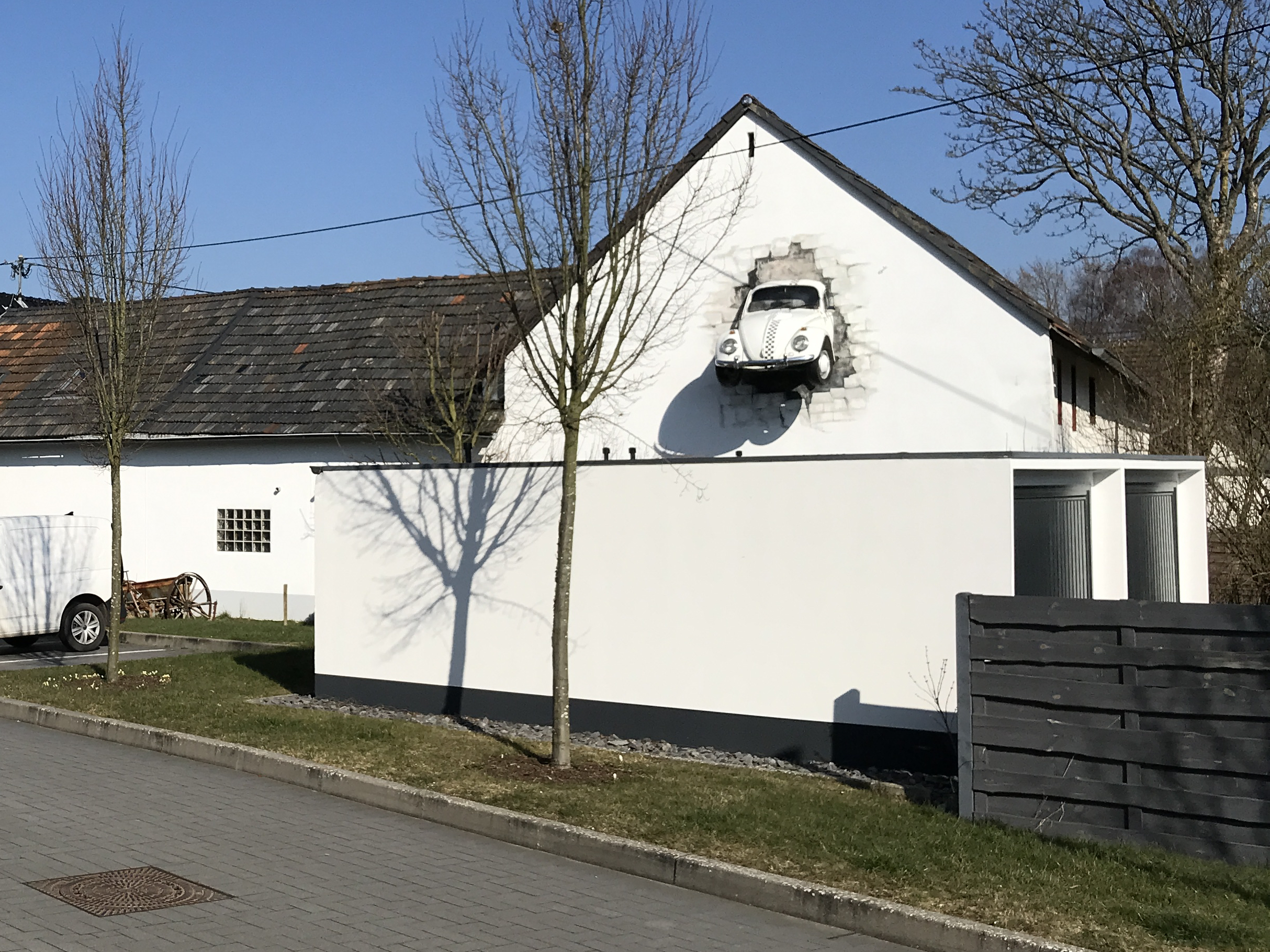
Kunst in Buchholz

Buchholz (Westerwald) ist eine Ortsgemeinde im Landkreis Neuwied in Rheinland-Pfalz. Sie gehört der Verbandsgemeinde Asbach an.

## Geographie
Buchholz liegt im äußersten Norden von Rheinland-Pfalz an der Grenze zu Nordrhein-Westfalen. Die Gemeinde befindet sich am Rand des Westerwaldes. Nördlich von Buchholz verläuft die Bundesstraße 8. Ein östlicher Teil des Segelfluggeländes Eudenbach liegt auf dem Gebiet der Gemeinde.

### Geologie
Den höchsten Punkt der Ortsgemeinde bildet der Steiner Berg bei Kölsch-Büllesbach mit einer Höhe von 283 m. Es handelt sich beim Steiner Berg um eine bewaldete vulkanische Erhebung, an der Basalt abgebaut wurde. In der Bergmitte befindet sich ein Kratersee. Unweit von Buchholz entspringt der Hanfbach. An der Grenze zum benachbarten Königswinterer Stadtteil Eudenbach befindet sich der Lökestein, ein alter Grenzstein und Naturdenkmal.

### Gemeindegliederung
Zur Ortsgemeinde Buchholz gehören die Ortsteile Elsaff, Griesenbach, und Krautscheid sowie die Weiler und Wohnplätze Buchholz, Dammig, Diepenseifen, Elles, Hammelshahn, Irmeroth, Jungeroth, Kölsch-Büllesbach, Krummenast, Mendt, Muß, Oberelles, Priestersberg, Seifen, Unterelles, Vierwinden, Wallau, Wertenbruch und die Kapellenorte Oberscheid und Sauerwiese.

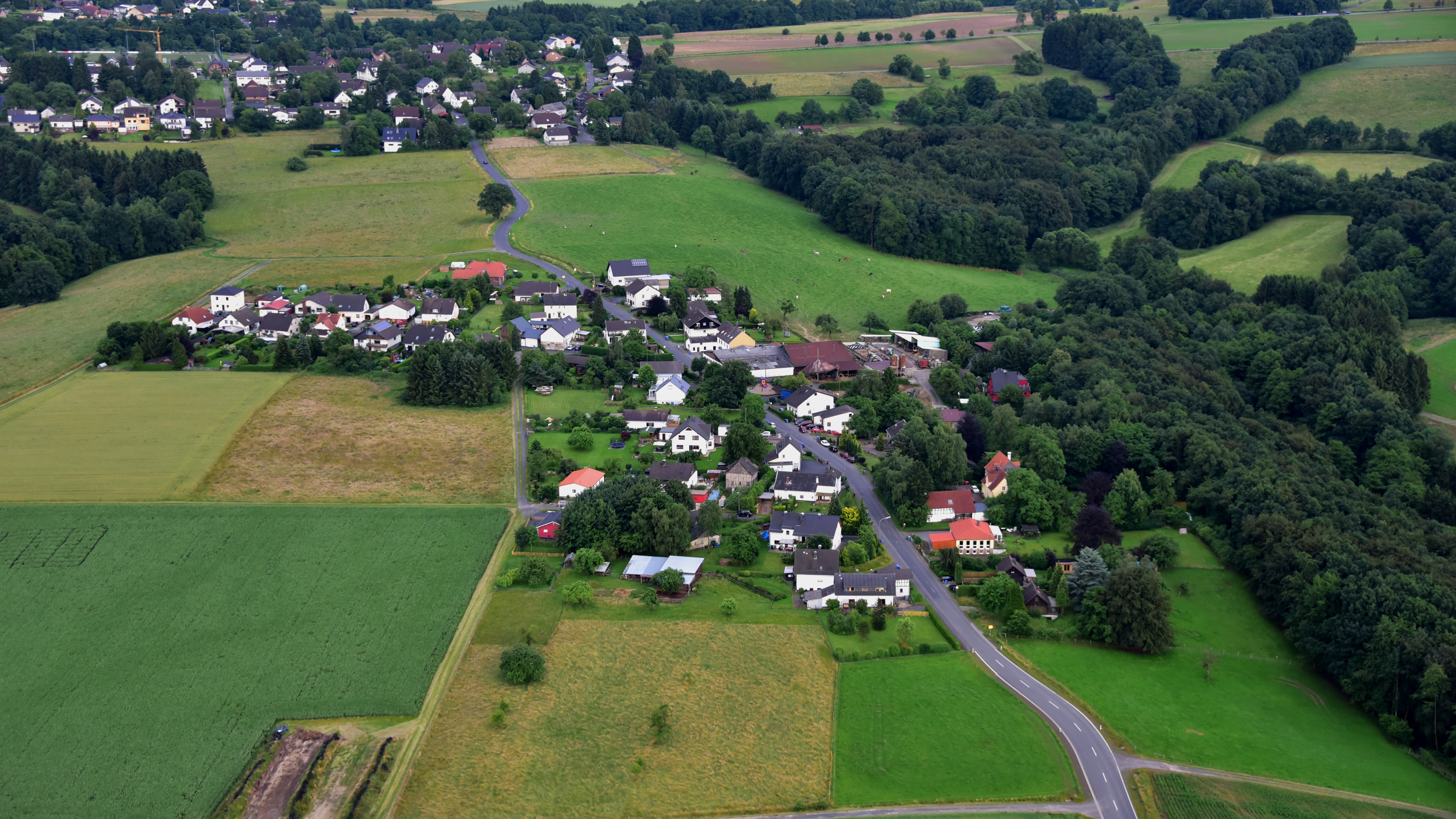
Hammelshahn, Luftaufnahme (2016)

## Geschichte
Frühe Erwähnungen Buchholz finden sich unter den Namen „Bouhols“ (1590), „Crütz zu Buchols“ (1591), „Boichholts“ (1592), „tzo Bucholtz“ (1596). Im 17. Jahrhundert wird Buchholz meist nur in Verbindung mit und nach der „Kapelle des Heiligen Creuzes Buchholz“ genannt. So finden sich im Streit um den Neubau der Oberscheider Ölmühle von 1671 für Buchholz schlicht die Bezeichnung „zú Krutz“ und später „Creutz-Capellen zu Buchholz“ (1718). Buchholz bestand zu dieser Zeit aus nicht mehr als einer Kapelle und einem Wohnhaus. Selbst der erste bekannte Kapellenknecht (1654–1660) stammte aus Solscheid, einem unmittelbar angrenzenden Wohnplatz.
Nach dem Dreißigjährigen Krieg war Buchholz nur von einer Familie bewohnt. Bei zwei weiteren Familien kann deren Abstammung auf Buchholz zurückgeführt werden. Eine lebte in der Barrig, einem heute nicht mehr existierenden Hof westlich von Buchholz, und die andere in Irmeroth. Bei allen drei Familien ist von einem verwandtschaftlichen Verhältnis zueinander auszugehen, deren gemeinsame Wurzeln in einem frühen Stammsitz Buchholz zu finden sind. Jede dieser Familien kann in ihrer Zeit als wohlhabend und einflussreich bezeichnet werden.
Buchholz entwickelte sich mit dem beginnenden 18. Jahrhundert zum Dorf. Die Bevölkerungszahl nahm stetig zu und mit ihr der Wunsch nach Eigenständigkeit. Mit der Anweisung des Kölner Erzbischofs Maximilian Franz vom 13. Juni 1787 wurde Buchholz zu einem selbstständigen Seelsorgebezirk ernannt. Neben der Vergrößerung des Kapellenbaues wurde nun auch erstmals eine Schule in Buchholz eingerichtet. Das Amt des Schulmeisters übernahm Hermann Josef Ditscheid, der Vater des ersten Pfarrers von Buchholz, Johann Hermann Josef Ditscheid. Denn schon am 10. Juli 1835 wurde Buchholz durch das Erzbistum Köln mit allen Rechten und Pflichten in den Stand einer eigenständigen Pfarre erhoben. Mit diesem letzten Schritt der Loslösung von Asbach wurden dem neuen Pfarrbezirk Buchholz die bisher zur Pfarre St. Laurentius Asbach gehörenden Wohnplätze und Ortschaften Buchholz, Büllesbach, Dammig, Diepenseifen, Griesenbach, Hähntchen, Hammelshahn, Heck, Irmeroth, Jungeroth, Krautscheid, Krautscheider Mühle, Krummenast, Mendt, Muß, Neichen, Oberelles, Oberscheid, Priesterberg, Sauerwies, Schellberg, Seifen, Steinen, Wahl, Wallau, Wallroth, Wertenbruch, Übersehns und Unterelles zugewiesen.
Mit 1800 Pfarrangehörigen war 1859 die alte Kapelle mit Platz bei weitem zu klein und so wurde am 12. Juni 1862 der Grundstein für eine neue Pfarrkirche gelegt. Bereits hundert Jahre später musste die Kirche aber wieder abgerissen werden, da beim Bau salpeterhaltiger Buchholzer Sand verwendet wurde und die Kirche stark einsturzgefährdet war. Die Abbrucharbeiten begannen am 11. Juni 1971 und die Grundsteinlegung für die neue Kirche wurde am 24. Oktober 1971, die Konsekration am 28. Juli 1973, dem Vorabend der Pantaleonkirmes feierlich begangen.
Westlich von Buchholz an der heutigen Landesstraße 274 entstand ab Ende der 1930er-Jahre das Lager Buchholz des benachbarten Einsatz(flug)hafens Eudenbach auf der Mußer Heide (auch Musser Heide).  Es diente als Unterkunftslager und verfügte über Wirtschaftsgebäude. Nach dem Zweiten Weltkrieg wurde das Lager niedergelegt.
Die Gemeinde Buchholz (Westerwald) entstand am 16. März 1974 durch den Zusammenschluss der Gemeinden Griesenbach, Krautscheid und eines Teils der aufgelösten Gemeinde Elsaff. Ein anderer Teil der Gemeinde Elsaff wurde in die Gemeinde Asbach eingegliedert. 1987 verzeichnete Buchholz ohne seine anderen Gemeindeteile 1132 Einwohner.

### Elsaff
Elsaff wurde urkundlich erstmals im Jahr 893 unter dem Namen „de Elsaffe“ erwähnt. Im Prümer Urbar wird berichtet, dass die Herren von Ütgenbach den Besitz der Abtei Prüm in der Elsaff nun zum Lehen innehaben. Mitte des 15. Jahrhunderts gingen die grundherrschaftlichen Rechte derer von Ütgenbach  an die Herren von Nesselrode. Möglicherweise ist der Prümer Besitz auf ein altes Reichsgut und auf das Jahr 790 zurückzuführen, als Karl der Große der Abtei Güter im Engersgau vermachte.
Auch St. Pantaleon in Köln hatte Grundbesitz in der Elsaff. In einer Urkunde vom 24. Mai 1364 werden Ländereien „in villa Eylsaffen et en parochia Aspach“ genannt. Über die Verwaltung dieser Ländereien ist den Güterverzeichnissen von St. Pantaleon kein näherer Hinweis zu finden. Nach einer umfangreichen und detaillierten Beschreibung zu urteilen, lag Elsaff in dieser Zeit etwa dort, wo heute die Dörfer Unterelles und Oberelles liegen.

### Irmeroth
„Irmendenroth“ wurde im Jahr 1064 vom Kölner Erzbischof Anno II. der Abtei Siegburg, deren Gründer er war, geschenkt. Dieser Besitz wurde der Abtei 1109 durch Papst Paschalis II. bestätigt. Woher der Besitz stammte, ist unbekannt; es könnte sich um alten Besitz des Erzstifts Köln oder um Güter aus pfalz-gräflicher Hand handeln. Einige dieser Liegenschaften in und um Irmeroth werden später (1567) als Irmerother Lehen genannt.

### Sonstiges
1796 stand in Jungeroth auf heutigem Buchholzer Gebiet ein Feldlager der französischen Armee im Revolutionskrieg, von dem die Schlacht bei Kircheib ihren Ausgang nahm.
Früher war Buchholz durch die Bröltalbahn an das Schienennetz angebunden.

## Politik

### Gemeinderat
Der Gemeinderat in Buchholz besteht aus 20 Ratsmitgliedern, die bei der Kommunalwahl am 9. Juni 2024 in einer personalisierten Verhältniswahl gewählt wurden, und dem ehrenamtlichen Ortsbürgermeister als Vorsitzendem.
Die Sitzverteilung im Gemeinderat:
| Wahl | SPD | CDU | Grüne | FDP | FWG | Gesamt   |
| ---- | --- | --- | ----- | --- | --- | -------- |
| 2024 | 3   | 10  | 2     | 1   | 4   | 20 Sitze |
| 2019 | 4   | 9   | 4     | –   | 3   | 20 Sitze |
| 2014 | 6   | 11  | –     | –   | 3   | 20 Sitze |
| 2009 | 7   | 11  | –     | –   | 2   | 20 Sitze |
| 2004 | 8   | 11  | –     | –   | 1   | 20 Sitze |

### Bürgermeister
Konrad Peuling (CDU) wurde am 17. Juni 2019 Ortsbürgermeister von Buchholz. Bei der Direktwahl am 26. Mai 2019 war er mit einem Stimmenanteil von 61,06 % gewählt worden. Bei der Direktwahl am 9. Juni 2024 wurde er ohne Gegenkandidat mit 68,6 % der Stimmen für weitere fünf Jahre in seinem Amt bestätigt.
Peulings Amtsvorgängerin Margret Wallau (ebenfalls CDU) hatte dieses Amt 15 Jahre inne.

### Wappen
| Wappen von Buchholz | Blasonierung: „Geteilt von Silber und Gold durch eine eingeschweifte blaue Spitze, darin eine silberne Kapelle mit offenem Rundportal und kreuzbeknauftem Dachreiter, vorne ein durchgehendes schwarzes Balkenkreuz, hinten ein rechter roter Adlerflug.“ |
| Wappen von Buchholz | Wappenbegründung: Die Kapelle ist die alte Buchholzer Kreuzkapelle, das Kreuz steht für Kurköln, zu dem Buchholz von 1250 bis 1803 gehörte und der Flug für das Wappen des Adelsgeschlechts der Ungenad von Elsaff.                                       |

### Gemeindepartnerschaften
- Hegykő, Ungarn

## Verkehr
- Nördlich der Gemeinde verläuft die Bundesstraße 8, die von Limburg an der Lahn nach Siegburg führt.
- Die nächste Autobahn-Anschlussstelle ist Bad Honnef/Linz an der Bundesautobahn 3.
- Der nächste Bahnhof befindet sich in Eitorf an der Siegstrecke.
- Der nächstgelegene ICE-Bahnhof ist in Siegburg an der ICE-Schnellfahrstrecke Köln–Rhein/Main.
- Die Schmalspurbahn Bröltalbahn mit dem Bahnhof Buchholz (Westerwald) wurde 1956 eingestellt.

## Söhne und Töchter der Gemeinde
- Ludwig Eich (* 1942 im Ortsteil Solscheid), MdB, MdL (Rheinland-Pfalz)